# 小行星3375
小行星3375（3375 Amy）是一颗绕太阳运转的小行星，为主小行星带小行星。该小行星于1981年5月5日发现。

## 轨道参数
小行星3375的轨道半长轴为2.1723849 UA，离心率为0.026。